# Vanessa Tsehaye
Vanessa Tsehaye, née Vanessa Berhe, est une journaliste, juriste et militante érythréenne pour les droits humains. Tsehaye est son patronyme et non un nom de famille et ne doit pas être utilisé seul.

## Biographie
Vanessa Tsehaye naît en 1996 en Suède de parents érythréens. En 2001, elle apprend l'arrestation de son oncle maternel Seyoum Tsehaye (en), anciennement à la tête de la télévision publique érythréenne Eri-TV,. Ne comprenant pas les raisons de l'arrestation, Vanessa Tsehaye lance une collecte de dons à son lycée, espérant financer une opération de secours en Érythrée,. Elle s'intéresse alors aux droits humains en Érythrée et commence à militer.
En 2013, Vanessa lance la campagne One Day Seyoum pour les droits humains en Érythrée et pour la libération des prisonniers politiques du pays, dont son oncle fait partie,,. Elle critique régulièrement l'utilisation d'une rhétorique postcoloniale pour dédouaner l'Érythrée de ses abus,. En 2018, sa campagne gagne en ampleur après le sommet Érythrée-Éthiopie de 2018. Elle critique l'instrumentalisation de la guerre entre l'Érythrée et l'Éthiopie pour « transformer [l'Érythrée] en dictature ». Elle s'oppose au service militaire à durée indéfinie de l'Érythrée, aux viols et tortures systémiques, au fait que l'Assemblée nationale ne s'est pas réunie depuis 2002, au non-respect de la constitution de l'Érythrée et aux arrestations sans procès.
En 2019, le média érythréen Asmarino (en) la présente comme une des plus grandes militantes pour les droits humains que l'Érythrée a jamais connue.
En 2021, elle lance le magazine 2001, qui parle de la vie en Érythrée. En parallèle, elle est ambassadrice d'Amnesty International pour la corne de l'Afrique. En 2021, elle s'oppose à l'arrêt de l'accès humanitaire dans la guerre du Tigré, affirmant que la bureaucratie ralentit certaines demandes et en refuse d'autres, violant ainsi le droit humanitaire international. Elle affirme de plus que le blocus des communications empêche d'attirer l'attention internationale sur le conflit.